# Deca (motorfiets)
Deca is een Italiaans historisch merk van motorfietsen.
De bedrijfsnaam was: Societá Motori Deca, Borgo Piave, Latina.
Societá Motori Deca produceerde vanaf 1955 48cc-viertakt bromfiets. Later volgde er een 100cc-motorfietsje, eveneens met een viertaktmotor en met een topsnelheid van 90 km/uur. Deze modellen bleven tot 1957 in productie. Toen kwamen er nieuwe 100- en 125cc-modellen, maar in 1958 eindigde de productie.